# Gladys Knight
Gladys Maria Knight, född 28 maj 1944 i Atlanta, Georgia, är en amerikansk R&B- och soulsångerska och skådespelare, känd bland annat för medverkan i bandet Gladys Knight & the Pips men även som soloartist. Hon sjöng 1989 ledmotivet till Bondfilmen Tid för hämnd. 1985 spelade hon in låten That's What Friends Are For tillsammans med Dionne Warwick, Elton John och Stevie Wonder. Hon har smeknamnet The Empress of Soul.

## Diskografi, solo
Studioalbum
- 1978 – Miss Gladys Knight
- 1979 – Gladys Knight
- 1991 – Good Woman
- 1994 – Just For You
- 1998 – Many Different Roads
- 2001 – At Last
- 2015 –  One Voice (med Saints Unified Voices)
- 2006 – Before Me
- 2006 – A Christmas Celebration (med Saints Unified Voices)
- 2013 – Another Journey
- 2014 – Where My Heart Belongs

Singlar
- 1978 - I'm Coming Home Again
- 1979 - Am I Too Late
- 1981 - When a Child Is Born (med Johnny Mathis)
- 1985 - That's What Friends Are For (med Dionne Warwick, Elton John & Stevie Wonder)
- 1986 - Loving on Borrowed Time (Love Theme from Cobra) (med Bill Medley)
- 1989 - Licence to Kill (från Bond-filmen Tid för hämnd)
- 1990 - If I Knew Then What I Know Now (med Kenny Rogers)
- 1991 - Men
- 1991 - Superwoman (med Dionne Warwick & Patti LaBelle)
- 1991 - Meet Me in the Middle
- 1992 - Where Would I Be
- 1994 - I Don't Want to Know
- 1994 - End of the Road Medley
- 1995 - Next Time
- 1996 - Missing You (med Brandy, Tamia & Chaka Khan)
- 2010 - Settle
- 2011 - I (Who Have Nothing)